# Prueba de cordura
Una prueba de cordura (del inglés sanity check) es una prueba básica para evaluar rápidamente si una aseveración, o el resultado de un cálculo, es siquiera posible. Es una verificación sencilla para confirmar si un material producido es racional, o incluso, para verificar si el creador de dicho material estaba pensando racionalmente, es decir, con cordura. El objetivo de una prueba de cordura es descartar resultados obviamente falsos; no es detectar todos los errores posibles. Una regla de pulgar o cálculo de servilleta puede ser utilizado para ejecutar estas pruebas, entre otros métodos. La ventaja de las pruebas de cordura es que pueden evaluar rápida y económicamente funciones básicas, antes de realizar análisis más exhaustivos, lentos o costosos. 